# Aiba滝川
Aiba滝川（あいばたきかわ）は、北海道滝川市にあるホッカイドウ競馬の場外勝馬投票券発売所である。
本項目では2013年より開設している「J-PLACE滝川（ジェイプレイスたきかわ）」についても記述する。

## 施設概要
2003年4月29日に開設された、空知総合振興局中部（中空知）では唯一の場外発売所。2013年3月23日より日本中央競馬会（JRA）からの委託を受け、中央競馬の場外発売を開始した（JRA場外発売時は「J-PLACE滝川」と呼称）。
開設時の入居施設は高林デパートで、高林デパートが2014年7月末をもって閉館後も本施設のみ営業を続けていたが、2015年3月31日をもって高林デパートでの業務を終了。その後2015年4月20日より滝川市西町へ移転し、再オープンした。
2023年9月18日をもって滝川市西町での営業を終了し、同年9月29日より滝川市栄町に移転開業。

### 設備
- 自動発売機：5台[7]
- 自動発払機：3台[7]
- 自動払戻機：1台[7]
- オッズ表示・実況モニター：36台[7]
- 客席：145席（一般席のみ）[7]

## 発売されている勝馬投票券の種類
全レース100円単位。
○…発売　△…他地区場外発売のみ　×…発売なし

### ホッカイドウ競馬
ばんえい競馬や他地区の広域場外発売時は、各主催者が発売している賭式に準じてすべての賭式を発売する。
なお、枠単を発売する場合でも枠単のオッズ表示は行わない。
| 単勝 | 複勝 | 枠番連複 | 枠番連単 | 馬番連複 | 馬番連単 | ワイド | 3連複 | 3連単 |
| ---- | ---- | -------- | -------- | -------- | -------- | ------ | ----- | ----- |
| ○    | ○    | ○        | △        | ○        | ○        | ○      | ○     | ○     |

### 日本中央競馬会
当日開催している競馬場の全競走を発売。
GI競走に限り、前日発売も実施。
| 単勝 | 複勝 | 枠番連複 | 枠番連単 | 馬番連複 | 馬番連単 | ワイド | 3連複 | 3連単 |
| ---- | ---- | -------- | -------- | -------- | -------- | ------ | ----- | ----- |
| ○    | ○    | ○        | ×        | ○        | ○        | ○      | ○     | ○     |